# Centrul Cultural „Reduta” din Brașov
Centrul Cultural „Reduta” este una dintre cele mai vechi instituții culturale din Brașov. A purtat numele de „Reduta” după o vestită sală de spectacole din Viena.

## Istoric

### „Reduta” veche

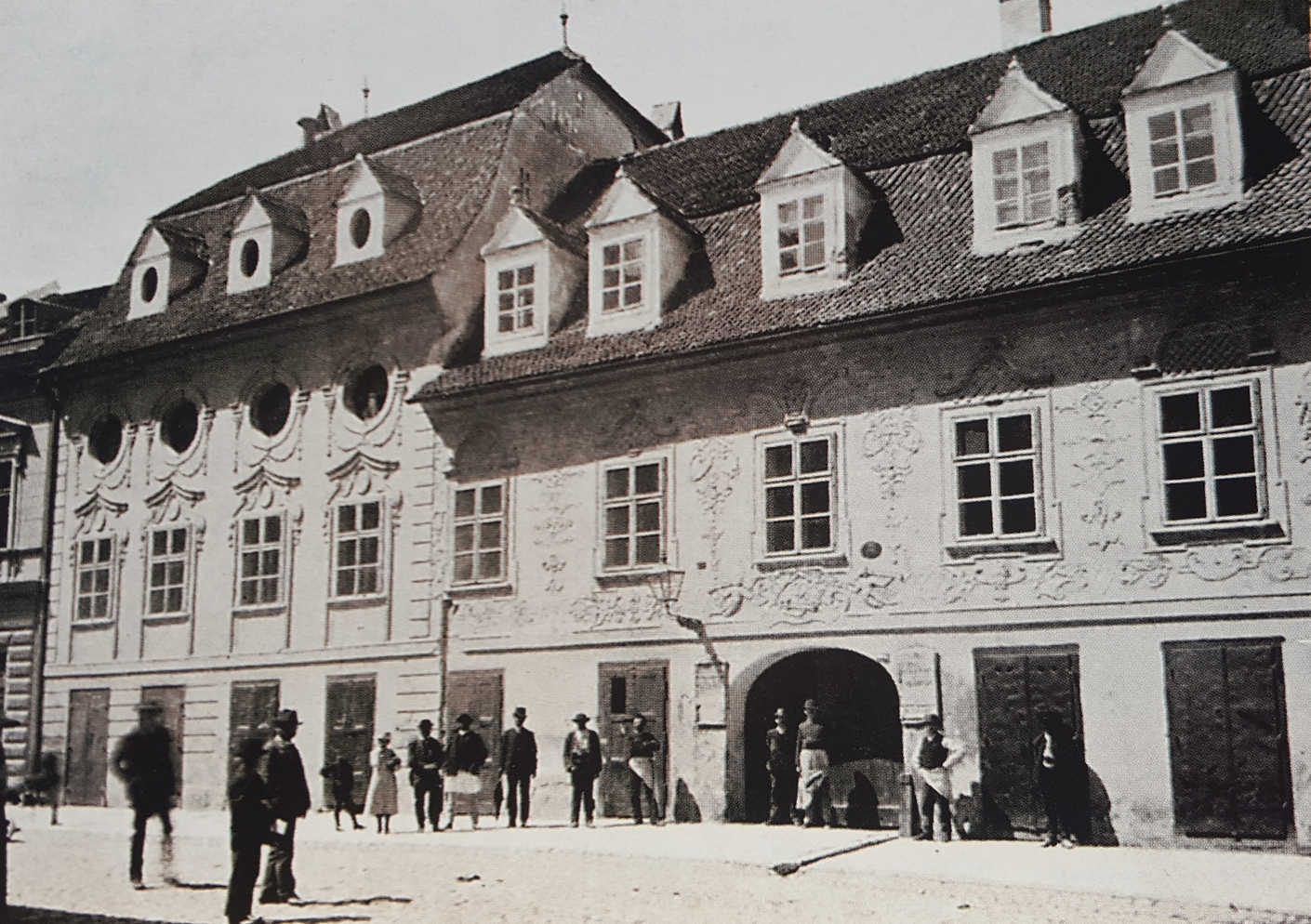
„Reduta” veche

A fost prima sală de spectacole a Brașovului, construită în anul 1794, în stil baroc târziu cu elemente rococo, destinată atât balurilor cât și spectacolelor de teatru și muzică, situată în centrul istoric al orașului, pe strada Teatrului (actuala stradă Apollonia Hirscher).
Aici au concertat în anul 1848 Johann Strauss, iar în septembrie 1879 violonistul Johann Joachim, acompaniat la pian de Johannes Brahms (în cadrul turneului lor prin Transilvania).
Tot  aici, în prima jumătate a secolului al XIX-lea au fost prezentate primele spectacole de teatru în limba română, de către un colectiv de artiști amatori, alcătuit la inițiativa lui George Barițiu, Andrei și Iacob Mureșianu.
În vara anului 1865 și în primăvara lui 1868, au dat spectacole de teatru trupele Tardini și Pascaly, turnee la care a participat ca sufleur și poetul Mihai Eminescu.

### „Reduta” nouă
Vechea Redută a fost demolată în anul 1892 și reconstruită între anii 1893-1894 din fondurile Băncii „Kronstadter Allgemeine Sparkasse”, cu destinația de sală de concerte.

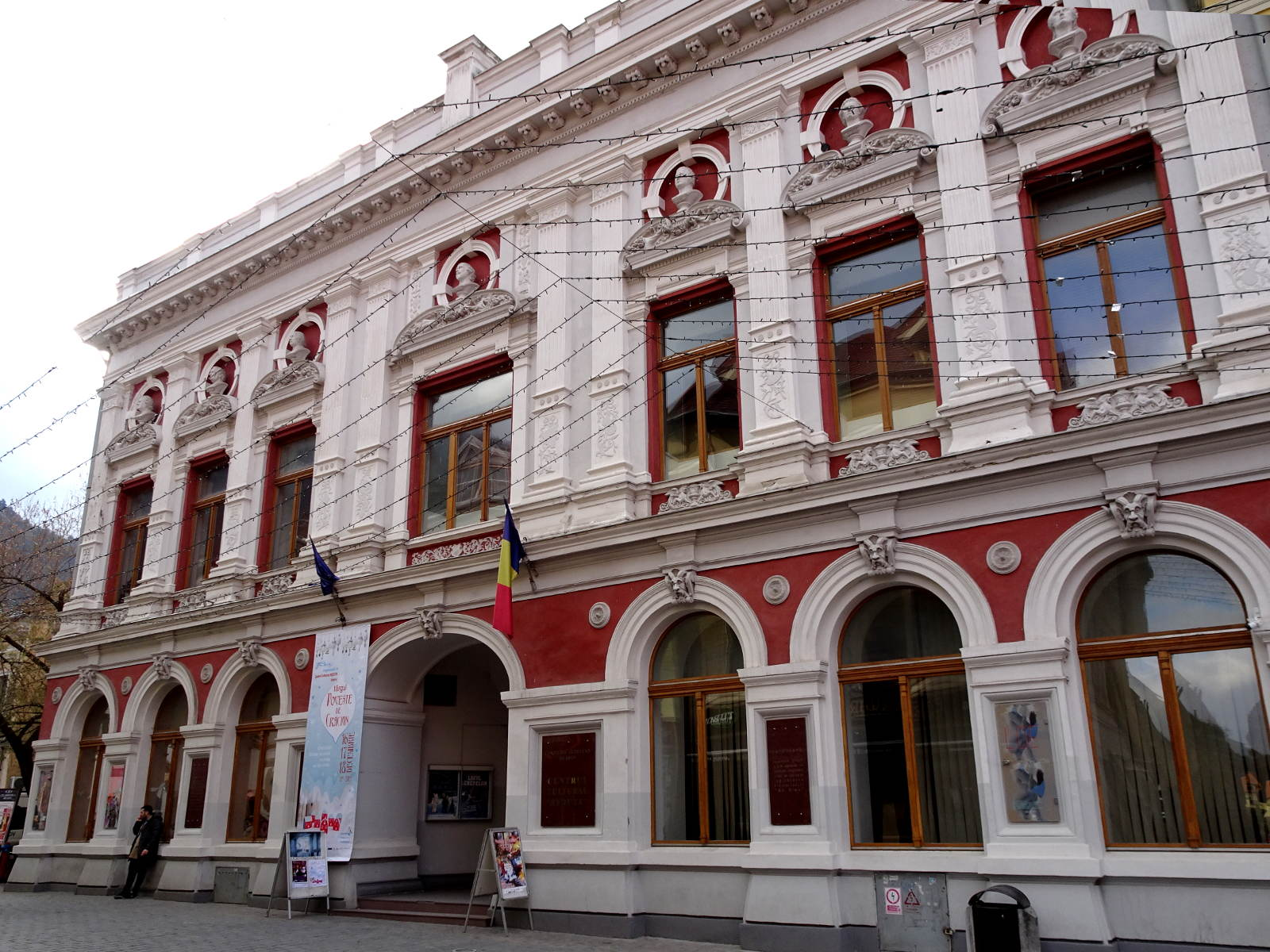
Centrul Cultural „Reduta”

Noua „Redută”, sau Casa de Concerte, a fost construită după planurile inginerului orașului Christian Kertsch. Pe fațadă, în stilul renașterii italiene, se află busturile lui Wagner, Schumann, Mozart, Beethoven, Goethe, Schiller și Shakespeare.
În anul 1948 „Reduta” a fost dată în folosința Teatrului de Stat până în martie 1959. Din acest an a fost transferată Palatului Culturii, înființat cu un an înainte, în 1958, cu sediul în actuala locație a Bibliotecii Județene „George Barițiu” și având exclusiv activități educative.
Palatul Culturii a preluat formații și ansambluri de sine stătătoare sau care funcționau în cadrul Școlii Populare de Artă, coordonând formații de teatru românesc, maghiar, german, ansambluri de dansuri maghiare și germane. A preluat, de asemenea, de la Școala Populară de Artă, Ansamblul Folcloric „Poienița” și a înființat cercul de balet.
În anul 1965 instituția a primit denumirea de „Casa Municipală de Culturăˮ. Ulterior, în cadrul Palatului Culturii s-au înființat o serie de alte formații de dansuri (sportive, populare), coruri, cercuri și cluburi care au adus Centrului numeroase premii naționale și internaționale.
În anul 1995 instituția a primit denumirea de Așezământul Cultural „Țara Bârsei”, iar din anul 2003 prin Hotărârea Consiliului Județean nr. 350/11.09.2003 a primit denumirea de Centrul Cultural „Reduta”.

## Prezentarea actuală a clădirii
„Reduta” dispune de o sală de spectacole cu o capacitate de 370 de locuri, sala de balet „I.C.Vasiliu”, sala de muzică „Franz Liszt” cu o capacitate de 70 locuri, sala Arcadia (la subsol), și Sala de Consiliu cu o capacitate de 30 locuri.
Clădirea care adăpostește Centrul Cultural „Reduta” este nominalizată ca monument istoric cu codul cod LMI BV-II-m-B-11410.